# Terminalia brachystemma
Terminalia brachystemma är en tvåhjärtbladig växtart. Terminalia brachystemma ingår i släktet Terminalia och familjen Combretaceae.

## Underarter
Arten delas in i följande underarter:
- T. b. brachystemma
- T. b. sessilifolia